# Gustavo Trigo
Gustavo Ramón Trigo (Rosario, 27 de septiembre de 1940 - Roma, 28 de julio de 1999) fue un pintor y dibujante de historietas argentino, cuyas creaciones más importantes fueron ¡Marc! (publicado en Top Maxi-historietas) y La guerra de los Antartes (en el diario Noticias), con guion de Héctor Germán Oesterheld. Su dibujo realista se caracterizó por el detallismo y un estilo vital y seguro, con fuertes contrastes de blanco y negro y enormes onomatopeyas.

## Biografía

### Sus comienzos
Gustavo Trigo transcurrió su niñez y juventud en la ciudad de Carcarañá, provincia de Santa Fe, y prevaleció en él su innata afición por el dibujo y la pintura. En la década del 50 expuso varios de sus trabajos en salones de Rosario y en 1964 obtuvo el primer premio en el Concurso Anual de Arte Moderno de esa ciudad.  
Su primera historieta fue El limpiapueblos, sobre guion propio, que publicó en la revista Tabú en 1958  y que firmó como Marcos Adán, un seudónimo que utilizó en numerosas ocasiones a lo largo de su carrera.
A comienzos de los 60, se radicó en Buenos Aires, donde colaboró en la Editorial Bruguera, ilustrando historietas unitarias para las revistas Oklahoma y Círculo rojo. En esa primera etapa de su carrera publicó también numerosos trabajos en las revistas Bala de Plata y X-9, de Ediciones Vima, con títulos como  El viejo código, La última risa o Desmemoriado.  
En 1965 se casó con la psicóloga rosarina Anabel Salafía, con quien tuvo su primer hijo: Julián; y en ese mismo año ilustró a Súper volador, un “Superman made in Argentina”, para la Editorial Gente Joven, con guiones de Jorge Claudio Morhain.

### El reconocimiento
En 1968 ingresó en la editorial Columba donde trabajó junto a Robin Wood en las historietas de cowboys Jackaroe y Ted Marlow, publicadas en El Tony y Dartagnan, y con José Luis Arévalo, en la costumbrista Gente de Blanco, aparecida en Intervalo Cinecolor. 
A comienzos de los 70, en la revista Top Maxihistorietas, Trigo ilustra a Ernie Pike, con aventuras ambientadas en la guerra de Vietnam; a Andy Kogart, un detective privado con el rostro de Humphrey Bogart (donde el dibujante utiliza el seudónimo de Al Siegel); y a ¡Marc!, una de sus emblemáticas creaciones, con guiones de Osvaldo Lamborghini. Marc es el jefe de un grupo de asesores de una agencia que lucha contra el crimen internacional. Tiene algo de samurái, pero es irremediablemente porteño, un rufián melancólico. En una historieta irreverente con pinceladas de humor negro, el dibujo de Trigo roza la caricatura y apela a creativas y descomunales onomatopeyas, características de su estilo. Son once los episodios de ¡Marc! publicados entre julio de 1971 y mayo de 1972, fecha en que la editorial Cielosur decide cerrar la revista por razones económicas.
Por esa misma época, Trigo se suma a Editorial Atlántida, realizando adaptaciones de películas para Canal TV. En Para Ti, publica Angela de los Ángeles,  y, en Billiken, ilustra, con guiones de Héctor Germán Oesterheld, las series Marvo Luna (como Marcos Adán, en dupla con Roque Vitacca, desde octubre de 1972 hasta julio de 1973), Sherlock Holmes y Sargento Kirk (el episodio “Sangre y oro azteca”, de febrero a mayo de 1973), donde el dibujo de Trigo presenta un toque rústico que recrea con vigor el ámbito del Lejano Oeste. En los 70, también crea a Maura vuela, una historieta donde una mujer remonta vuelo por la imposibilidad de caminar, un investigador mutilado sueña con su pasado y un mexicano se obsesiona por vengar a su padre.
A partir del 22 de febrero de 1974, con guion de Oesterheld, Trigo ilustra La Guerra de los Antartes, que aparecía como tira diaria en la página de humor del periódico Noticias. En la historieta, el mundo es atacado por seres extraterrestres con súper tecnología y Sudamérica es entregada por las grandes potencias al invasor. Aquí el dibujante opta por un estilo realista con contrastes de negros y blancos y dota, a la serie, con acción y dinamismo que se acentúa con las salidas de cuadros de los personajes. El sábado 3 de agosto del mismo año, la policía irrumpió en la Redacción del diario, el que fue clausurado por un decreto del Poder Ejecutivo. Y la historieta quedó inconclusa. Según Trigo, lo que lo atrajo de la serie fue “dibujar gente metida en una situación límite”.
En ese mismo año ingresa a trabajar en la editorial Récord, dibujando historietas unitarias y las series Memorias del Riachuelo, Zero Galván (continuación de Precinto 56), Jungla de asfalto, Serie Negra y Búster, un policial escrito por Guillermo Saccomano. Aquí Trigo dibuja paisajes de Nueva York en planos generales donde se refleja la impronta que el arte cinematográfico dejó en su arte, especialmente a través del lenguaje, sus encuadres y ambientaciones.

### Un artista de exportación
A fines de la década del 70, Gustavo Trigo se estableció en Italia, y con su segunda mujer, la uruguaya Miriam Carrasco, tuvo a su hija Nicoletta. En ese país trabajó para la importante editorial “Lancio Story” donde publicó Citta di Notte (1983), con guion de Alberto Ongaro; Mack (1987), de Carlos Trillo; y, en 1989, sobre textos propios, Milton Krapp.
Mientras tanto, seguía colaborando en Récord ilustrando Los gorilas de Cindy (Skorpio Extra, 1981); La Maga, una historieta de terror escrita por Eugenio Mandrini; y Mabel (Libro de oro Super Skorpio, 1986) con guion de Ongaro, entre otros trabajos. En Superhumor, de Ediciones La Urraca, ilustra a Gómez, con guiones de Saccomano. En los 80 también ilustra, para El Tony, varios capítulos de la serie Quincy Romano, con guiones de Héctor Gambell, y en la revista tucumana Trix, publica Tierra de monstruos, de Carlos Trillo.
En 1986, en Italia, pasa a colaborar en la editorial Bonelli, donde ilustra algunos episodios de Dylan Dog, un investigador de lo oculto, con guiones de Tiziano Sclavi; Nick Raider (1988), un detective del departamento de homicidios de Manhattan, creado por Claudio Nizzi;  y Julia, una joven criminóloga, con guiones de Giancarlo Berardi. 
En su última etapa, durante los 90, ilustra para Columba, a Saxo (Cine Color Intervalo, 1992), Drakeldorf (El Tony, 1992) y Diego (Dartagnan, 1995), todos firmados como Marcos Adán.
Según el divulgador de historieta, Germán Cáceres, “si la editorial Cielosur no hubiese cerrado la revista Top por razones económicas, y con ello interrumpido la saga de ¡Marc!, y si, además, la policía no hubiera clausurado el diario Noticias y convertido a La guerra de los Antartes en una serie inconclusa, seguro que Gustavo Trigo habría alcanzado la gloria”. 
Gustavo Trigo falleció a los 58 años en Roma el 28 de julio de 1999.